# Agnolo Firenzuola
Agnolo Firenzuola, född 28 september 1493, död 27 juli 1546, var en italiensk författare.
Firenzuola var en av sitt sekels livligaste prosaförfattare. Bland hans arbeten märks Ragionamenti d'amore, Prima veste dei discorsi degli animali, som går tillbaka till ett spanskt original, och Asino d'oro, som är en fri översättning från Lucius Apuleius Opere (2 band, 1848). Hans Dialogo Delle Bellezze Delle Donne, en estetik över kvinnors skönhet, utkom 1548, utgavs i fransk översättning 1578, och sedermera på engelska.